# Lisseuil
Lisseuil é uma comuna francesa na região administrativa de Auvérnia-Ródano-Alpes, no departamento Puy-de-Dôme. Estende-se por uma área de 6,93 km². Em 2010 a comuna tinha 126 habitantes (densidade: 18,2 hab./km²).